# Oscar Besemfelder
Oscar Besemfelder (* 10. Mai 1893 in Memmingen; † 28. November 1965) war ein deutscher Lautenist und Sänger.

## Leben
Nach dem Besuch der Volksschule in Memmingen besuchte Besemfelder ab 1907 das Landschulheim Schondorf am Ammersee. In dieser Zeit erlernte er im Selbststudium das Gitarrespielen. Nachdem er das Abitur absolviert hatte, machte er die Ausbildung als Bankkaufmann und war im Ersten Weltkrieg als Sanitäter eingesetzt. Im Rahmen eines begonnenen Gesangsstudiums in München begegnete er Heinrich Scherrer, königlich bayerischer Hoflautenist und ehemals Mitglied der Bayerischen Staatsorchesters. Dieser erkannte Besemfelders Talent und machte ihn unter anderem mit dem Gitarrenbauer Hermann Hauser bekannt, auf dessen Lauten Besemfelder später spielte.
Sein erstes Konzert gab Besemfelder 1921 im Hotel „Bayerischer Hof“. Er perfektionierte seine Technik und erweiterte permanent sein im Wesentlichen vom deutschen Kulturkreis geprägtes künstlerisches Repertoire. Insgesamt hatte er weltweit über 4000 Auftritte. Immer wieder korrespondierte er auch mit John Meier. Er selbst gab auch Unterricht, gründete aber keine eigene Schule. Zu seinen Schülern gehörte auch Christof Stählin.
Besemfelder blieb unverheiratet und bestimmte bereits zu Lebzeiten eine Stiftung als Haupterbin für sein Lebenswerk. In seiner Heimatstadt Memmingen, wo auch seine Urne auf dem dortigen Waldfriedhof beigesetzt wurde, trägt heute der Besemfelderweg seinen Namen.

## Dokumente
Briefe von Oscar Besemfelder befinden sich im Staatsarchiv Leipzig.